# نيكوليتا
نيكوليتا (بالفرنسية: Nicoletta)‏ هي مغنية فرنسية، ولدت في 11 أبريل 1944 في تونون لو بان في فرنسا.

## وصلات خارجية
- الموقع الرسمي
- نيكوليتا على موقع IMDb (الإنجليزية)
- نيكوليتا على موقع ميوزك برينز (الإنجليزية)
- نيكوليتا على موقع أول ميوزيك (الإنجليزية)
- نيكوليتا على موقع ديسكوغز (الإنجليزية)
- نيكوليتا على موقع قاعدة بيانات الفيلم (الإنجليزية)